# فرانك ايمانويل
فرانك ايمانويل (بالإنجليزية: Frank Emanuel)‏ هو لاعب كرة قدم أمريكية أمريكي، ولد في 4 ديسمبر 1942 في كليو في الولايات المتحدة.

## وصلات خارجية
- فرانك ايمانويل على موقع مرجع كرة القدم المحترفة.كوم (الإنجليزية)